# هوهانس تومانیان (اقتصاددان)
هوهانس یرانوسی تومانیان (ارمنی: Հովհաննես Երանոսի Թումանյան؛  زادهٔ ۵ نوامبر ۱۹۰۴ - درگذشته ۴ ژوئیهٔ ۱۹۶۸) یک اقتصاددان اهل ارمنستان بود.

## زندگی‌نامه
در ۱۸ نوامبر [سبک قدیمی: ۵ نوامبر] ۱۹۰۴ در لوساغبیور به دنیا آمد . وی در دانشگاه دولتی ایروان فعالیت می‌کرد.  وی همچنین برنده دانشمند شایسته ارمنستان شوروی (۱۹۶۶) شده است. وی در۴ ژوئیهٔ ۱۹۶۸ در سن ۶۳ سالگی در ایروان درگذشت.